# ID (dreamのアルバム)
『ID』（アイディー）は、女性8人組音楽ユニットdream（現Dream）の4thアルバム。レーベルはavex trax。2004年3月10日発売。

## 概要
- 8人組最後のアルバム
- dream主演のミュージカル『ID』の劇中歌でもあり、サウンドトラック的な側面も持つ
- 初回限定生産盤の「CD+DVD」と通常盤の「CDのみ」の2形態での発売
- 「CDのみ」初回盤はスリーブケース、ピクチャーレーベル（3種のうち1種を封入）仕様
- 橘佳奈によるソロ曲『Embrace Me』をもって、DRM、Dreamと改名したのち、Dream Ami名義での『ドレスを脱いだシンデレラ』(2015年7月29日発売)まで、メンバーによるソロ曲はない。

## 収録曲
1. Identity -intro-
作曲:BOUNCEBACK、編曲:TATOO
2. Fake or Truth
作詞:松井五郎、作曲:田辺恵二、編曲:TATOO
3. 我愛你 ウォーアイニー
作詞:音羽志保、作曲・編曲:迫茂樹
テレビ東京系アニメ『アソボット戦記五九』オープニングテーマ
4. 愛されたい
作詞:松井五郎、作曲・編曲:ats-
5. Embrace Me（橘佳奈ソロ）
日本語作詞:飯塚麻純、作曲・編曲:Wippenberg@Wippenberg production
シングルでは"S-dream featuring KANA"名義となっている。同名トランス曲のカバー
6. ARC DAYS
作詞:鳥海雄介、作曲:大谷靖夫、編曲:森山フラミンゴ
7. Innocent
作詞:松井五郎、作曲:桑原秀明、編曲:村田昭
8. ほんとの私
作詞:松井五郎、作曲:星野靖彦、編曲:YUKIYOSHI
9. Hideaway
作詞:松井五郎、作曲:杉森舞 FROM B・WORKS、編曲:YUKIYOSHI
10. 天使の羽音 聴こえたら
作詞:松井五郎、作曲:桑原秀明、編曲:TATOO
11. Identity -prologue-
作詞:萩原慎太郎、作曲:BOUNCEBACK、編曲:ats-
ニンテンドー ゲームキューブ『カスタムロボ バトルレボリューション』TVCFソング・ゲームオープニングテーマ、日本テレビ系「2004横浜国際女子駅伝」イメージソング、エンタテインメントミュージカル『ID』テーマソング
12. Everlasting Snow
作詞:dream+BOUNCEBACK、作曲:BOUNCEBACK、編曲:ats-
テレビ東京系アニメ『ヒカルの碁 北斗杯への道』2004年新春スペシャルエンディングテーマ
13. I love dream world ～世界中のしあわせを歌おう～ （love dreamはロゴ表記）
作詞:dream+飯塚麻純、作曲:萩原慎太郎、編曲:ats-

### DVD
1. Identity -prologue-（Video Clip）
2. I love dream world ～世界中のしあわせを歌おう～ Ver.3（Video Clip）
3. メンバーインタビュー